# Achlyogeton
Achlyogeton är ett släkte av svampar. Achlyogeton ingår i ordningen Chytridiales, klassen Chytridiomycetes, divisionen pisksvampar och riket svampar.
|             | Endochytriaceae                          |
|             |                                          |
|             | Cladochytriaceae                         |
|             |                                          |
|             | Chytridiaceae                            |
|             |                                          |
|             | Synchytriaceae                           |
|             |                                          |
|             | Dictyomorpha                             |
|             |                                          |
|             | Plasmophagus                             |
|             |                                          |
|             | Myiophagus                               |
|             |                                          |
|             | Dermomycoides                            |
|             |                                          |
|             | Sagittospora                             |
|             |                                          |
|             | Rhizosiphon                              |
|             |                                          |
|             | Mucophilus                               |
|             |                                          |
|             | Ichthyochytrium                          |
|             |                                          |
|             | Septolpidium                             |
|             |                                          |
|             | Rhizidiocystis                           |
|             |                                          |
|             | Coralliochytrium                         |
|             |                                          |
|             | Trematophlyctis                          |
|             |                                          |
| Achlyogeton | \| \| Achlyogeton entophytum \| \| \| \| |
|             | \| \| Achlyogeton entophytum \| \| \| \| |
|             | Achlyella                                |
|             |                                          |
|             | Achlyogeton entophytum                   |
|             |                                          |

|  | Achlyogeton entophytum |
|  |                        |